# Youth Cup w kombinacji norweskiej 2018/2019
Sezon 2018/2019 Youth Cup w kombinacji norweskiej. Rywalizacja rozpoczęła się 24 sierpnia 2018 r. w niemieckim Oberstdorfie, a zakończyła 27 stycznia 2019 r. w norweskim Trondheim. 
W grupie Youth I w sezonie 2018/2019 mogą startować zawodnicy urodzeni w latach 2004-2006, natomiast w grupie Youth II zawodnicy urodzenia w latach 2001-2003.

## Kalendarz i wyniki Youth I
| Lp. | Data             | Miejscowość | Konkurencja              | 1. miejsce        | 2. miejsce          | 3. miejsce          |
| --- | ---------------- | ----------- | ------------------------ | ----------------- | ------------------- | ------------------- |
| 1.  | 24 sierpnia 2018 | Oberstdorf  | Gundersen HS60/5 km      | Arsi Tietavainen  | Severin Reiter      | Herman Happonen     |
| 2.  | 25 sierpnia 2018 | Oberstdorf  | Sprint HS60/3 km         | Arsi Tietavainen  | Severin Reiter      | Eidar Johan Strøm   |
| 3.  | 26 stycznia 2019 | Trondheim   | Gundersen HS68/4,5 km    | Eidar Johan Strøm | Jiří Konvalinka     | Tristan Sommerfeldt |
| 4.  | 27 stycznia 2019 | Trondheim   | Start masowy HS68/4,5 km | Eidar Johan Strøm | Tristan Sommerfeldt | Jiří Konvalinka     |

## Kalendarz i wyniki Youth II
| Lp. | Data             | Miejscowość | Konkurencja              | 1. miejsce             | 2. miejsce          | 3. miejsce        |
| --- | ---------------- | ----------- | ------------------------ | ---------------------- | ------------------- | ----------------- |
| 1.  | 26 stycznia 2019 | Trondheim   | Gundersen HS68/4,5 km    | Johan Fredriksen Orset | Trym Brandsegg-Lein | Espen Benjaminsen |
| 2.  | 27 stycznia 2019 | Trondheim   | Start masowy HS68/4,5 km | Johan Fredriksen Orset | Andreas Ottesen     | Morten Bryhni     |

## Klasyfikacje
| Lp. | Zawodnik              | Punkty |
| --- | --------------------- | ------ |
| 1.  | Eidar Johan Strøm     | 310    |
| 2.  | Jiří Konvalinka       | 222    |
| 3.  | Tristan Sommerfeldt   | 216    |
| 4.  | Arsi Tietavainen      | 200    |
| 5.  | Severin Reiter        | 160    |
| 6.  | Max Herbrechter       | 136    |
| 7.  | Jens Dahlseide Kvamme | 129    |
| 8.  | Radim Sudek           | 112    |
| 9.  | Lukáš Doležal         | 96     |
| 10. | Herman Happonen       | 92     |

| Lp. | Zawodnik                     | Punkty |
| --- | ---------------------------- | ------ |
| 1.  | Johan Fredriksen Orset       | 200    |
| 2.  | Andreas Ottesen              | 125    |
| 3.  | Espen Benjaminsen            | 110    |
| =   | Morten Bryhni                | 110    |
| 5.  | Andriy Pylypchuk             | 81     |
| 6.  | Trym Brandsegg-Lein          | 80     |
| =   | Harald Martin Oihaugen       | 80     |
| 8.  | Valentyn Yashchuk            | 68     |
| 9.  | Mats Arntzen Wanvik          | 61     |
| 10. | Jesper Nilsen Ingebrigtsvoll | 29     |